# Argentorát
Argentorát je jemný hliníkový prášek používaný v kriminalistice jako tzv. daktyloskopický prášek, sloužící pro zvýraznění (zviditelnění) daktyloskopických stop na místech trestných činů před jejich zajištěním na fólii, lepicí pásku popřípadě zajištěním pomocí fotoaparátu.